# Cohors II Ulpia equitata
Die Cohors II Ulpia Equitata (oder Equitum) [sagittariorum oder sagittaria] [civium Romanorum] [Commodiana] (deutsch 2. Kohorte die Ulpische die teilberittene [der Bogenschützen] [der römischen Bürger] [die Commodianische]) war eine römische Auxiliareinheit. Sie ist durch Militärdiplome und Inschriften belegt.

## Namensbestandteile
- Ulpia: die Ulpische. Die Ehrenbezeichnung bezieht sich auf Kaiser Trajan, dessen vollständiger Name Marcus Ulpius Traianus lautet.

- Equitata oder Equitum: teilberitten oder der Reiter. Die Einheit war ein gemischter Verband aus Infanterie und Kavallerie. Die Variante Equitum kommt in einem Diplom von 129 (Chiron-2006-234) vor.

- sagittariorum oder sagittaria: der Bogenschützen. Da eine ethnische Bezeichnung der Kohorte fehlt, waren die Soldaten bei Aufstellung der Einheit vermutlich unterschiedlicher Herkunft. Sie hatten möglicherweise zuvor schon in anderen Einheiten gedient.[1][A 1] Der Zusatz kommt in den Militärdiplomen von 129 bis 153 und in der Inschrift (AE 1931, 113) vor.

- civium Romanorum: der römischen Bürger. Den Soldaten der Einheit war das römische Bürgerrecht zu einem bestimmten Zeitpunkt verliehen worden. Für Soldaten, die nach diesem Zeitpunkt in die Einheit aufgenommen wurden, galt dies aber nicht. Sie erhielten das römische Bürgerrecht erst mit ihrem ehrenvollen Abschied (Honesta missio) nach 25 Dienstjahren. Der Zusatz kommt in den Militärdiplomen von 129 bis 144 und in den Inschriften (AE 1931, 113, CIL 3, 600) vor.

- Commodiana: die Commodianische. Eine Ehrenbezeichnung, die sich auf Commodus (180–192) bezieht. Der Zusatz kommt in der Inschrift (AE 1928, 86) vor.

Da es keine Hinweise auf den Namenszusatz milliaria (1000 Mann) gibt, war die Einheit eine Cohors (quingenaria) equitata. Die Sollstärke der Kohorte lag bei 600 Mann (480 Mann Infanterie und 120 Reiter), bestehend aus 6 Centurien Infanterie mit jeweils 80 Mann sowie 4 Turmae Kavallerie mit jeweils 30 Reitern.

## Geschichte
Die Kohorte war in der Provinz Syria stationiert. Sie ist auf Militärdiplomen für die Jahre 129 bis 156/157 n. Chr. aufgeführt.
Die Einheit wurde unter Trajan (98–117) aufgestellt, entweder in seinen ersten Regierungsjahren oder aber während der Vorbereitung für den Partherkrieg. Die Auszeichnung civium Romanorum erhielt sie vermutlich während des Partherkriegs. Der erste Nachweis der Einheit in der Provinz Syria beruht auf Diplomen, die auf das Jahr 129 datiert sind. In den Diplomen wird die Kohorte als Teil der Truppen (siehe Römische Streitkräfte in Syria) aufgeführt, die in der Provinz stationiert waren. Weitere Diplome, die auf 144 bis 156/157 datiert sind, belegen die Einheit in derselben Provinz.
Eine Vexillation der Kohorte nahm am Partherkrieg des Lucius Verus (161–166) teil. Sie wird in der Inschrift (CIL 3, 600) als Teil der Einheiten aufgelistet, die unter der Leitung von Marcus Valerius Lollianus standen. In der Inschrift steht, dass Lollianus Kommandeur in Mesopotamia über Abteilungen ausgewählter Reiter der Alen […] und der Kohorten gewesen ist.
Der letzte Nachweis der Einheit beruht auf einer Inschrift in griechischer Sprache, die auf 251/253 datiert ist und die in Dura Europos gefunden wurde.

## Standorte
Standorte der Kohorte in Syria waren:
- Dura Europos: Die Inschriften (AE 1928, 86, AE 1931, 113, AE 1934, 280) sowie eine Inschrift in griechischer Sprache wurden hier gefunden.

## Angehörige der Kohorte
Folgende Angehörige der Kohorte sind bekannt.

### Kommandeure
| Τ. Πορκιος Κυρεινα | - Tre[b]ius Maximus, ein Tribun (AE 1934, 280) |

### Sonstige
| - []eus Mocimi, ein Actuarius (AE 1934, 280) - Ael(ius) Tittianus, ein Decurio (AE 1928, 86) | - Αυρη(λιος) Λουκιος - Βαδδος |

## Cohors II equitum
In der Inschrift (CIL 3, 600) wird eine Cohors II Equitum (bzw. II Eqquitum) aufgeführt. Bei dieser Einheit handelt es sich möglicherweise um eine erst spät in die Provinz Syria verlegte eigenständige Kohorte. Denkbar ist aber auch ein Fehler bei der Erstellung der Inschrift, durch den die Cohors II Ulpia Equitata ein weiteres Mal irrtümlich als Cohors II Equitum aufgeführt wurde.